# Bataille de Mourão
Guerre de Succession de Castille
La bataille de Mourão était une confrontation qui a eu lieu en mai ou juin 1477 dans les environs de Mourão, dans la province de l'Alentejo, au Portugal, entre une force portugaise et une autre Castillane, partisane d'Isabelle, dans le cadre de la Guerre de Succession de Castille.
Les chevaliers de l'Ordre de Santiago furent mis en déroute et mis en fuite. Ainsi se termina l'offensive castillane vers Évora, la deuxième plus grande ville portugaise en population.
Toutes les places fortes occupées par les troupes des Rois Catholiques au Portugal ont été reprises par les forces du prince Jean de Portugal (dit Le Parfait).

## Contexte
Pendant la Guerre de succession de Castille, les rois catholiques se sont proclamés rois du Portugal et ont tenté de nommer des castillans à des postes portugais, attribuant des terres portugaises - dont certaines n'étaient pas en leur possession - à des castillans vassaux. Ils ont également promis de donner des terres portugaises à ceux qui les prendraient, essayant surtout d'encourager leur conquête par les grands ordres militaires de Castille : Santiago, Alcantara, Calatrava et S. Juan del Hospital qui représentaient ensemble 50 000 km2 de territoire avec 350 000 habitants, dont 5 000 combattants (et 250 000 ducats de revenu annuel).
Des dons de territoires de l'Empire portugais ont même été faits.
Ils ont également adressé aux villes d'Estrémadure une circulaire avec des ordres exprès d'attaquer le Portugal. Au total, vingt-huit villes frontalières portugaises ont été attaquées, presque toutes (vingt-trois) dans l'Alentejo.

## Antécédents

### LePrince Parfaitreconquiert Ouguela et Noudar
En 1475, les troupes castillanes du Maître de l'Ordre d'Alcántara, Francisco de Solís, s'emparèrent des villes de Noudar (prises le 6 juin par des chevaliers de Séville à l'Ordre d'Avis du Portugal) et Ouguela (capturé fin juin par Gallyndo).
Les Rois Catholiques ont fait don d'Ouguella à Francisco de Solís le 31 juillet, en même temps qu'ils envoyaient une circulaire aux villes d'Estrémadure de Coria, Badajoz, Trujillo, Cáceres et Albuquerque, les informant qu'ils avaient ordonné audit Maestro Solís de… faire la guerre à feu et à sang et tout ou mal qu'ils pourront dans le royaume du Portugal et à ses voisins et habitants, et qu'ils étaient obligés de lui donner l'aide nécessaire avec...tous et n'importe qui, à cheval et à pied, armes et équipement et fournitures. Les forces de l'Ordre d'Alcantara étaient ainsi chargées de conquérir le territoire portugais.
Après avoir été informé que Martin Galyndo, le capitaine d'Ouguela, avait quitté cette place avec des troupes castillanes pour saccager les villes voisines, le Prince Jean, à la tête des troupes portugaises avec artillerie, fit le siège d'Ouguela. Les forces castillanes se sont rendues et les Portugais ont occupé la place.
Galyndo, informé du siège et de la reddition de ses hommes, vint à l'aide. Ensuite, les deux champions des deux camps se sont affrontés dans un duel médiéval: le capitaine des Castillans, Gallyndo, et le capitaine portugais, Jean Silva. Le Portugais gagne et tue son adversaire sur le terrain, mais finit par mourir quelques jours plus tard de ses blessures. Les forces castillanes se sont retirées et les Portugais ont tenu Ouguela,,.
Noudar, qui disposait d'un fort contingent militaire castillan (50 chevaliers, 15 fusiliers, 20 arbalétriers, 10 lanciers, sans compter les fantassins) sera récupéré par le Prince parfait en milieu de l'année 1477, grâce au subordonné du capitaine de la garnison, Martín de Sepúlveda, à qui il accorda la faveur de la ville de Buarces.

### LePrince Parfaitreconquiert Alegrete et Arronches

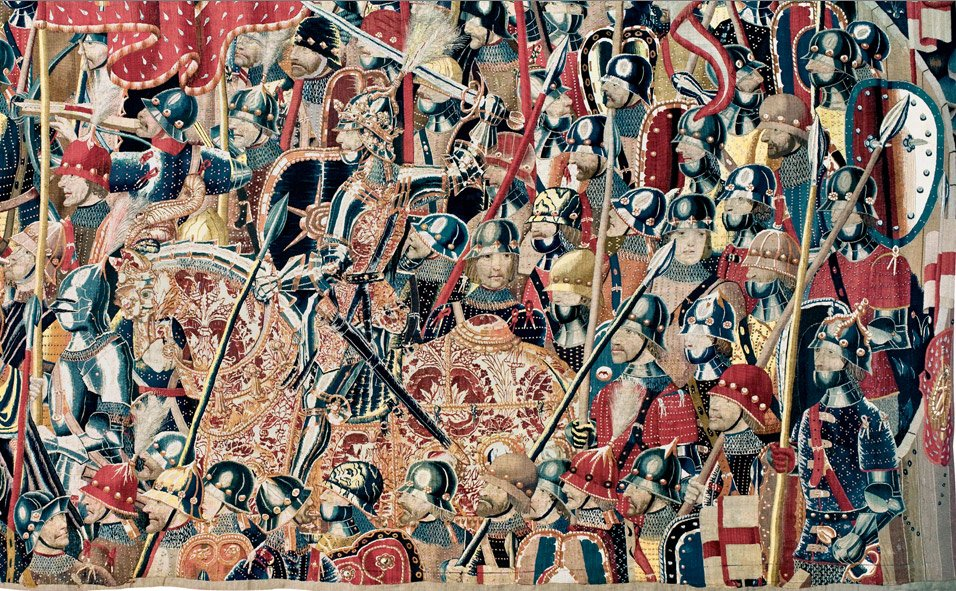
Les tapisseries de Pastraña : la prise d'Assilah (1471), où Prince Jean a été fait chevalier par le roi Alphonse V lui-même, son père, qui a conquis 5 places au Maroc.

En janvier 1476, profitant de l'absence des troupes du roi Alphonse V et de son fils, le prince Jean de Portugal, qui combattaient en Castille, où se déroula l'indécise bataille de Toro, les forces castillanes sous le commandement du Maître et Clavero de l'Ordre d'Alcántara, Alonso de Monroy, envahit le bas Alentejo et prit les places d'Alegrete et Arronches. Les Rois Catholiques donnèrent les deux villes au maréchal Alonso de Torre le 31 janvier 1476. La garnison castillane d'Alegrete était très nombreuse et ravitaillée pendant longtemps.
En février 1477, le Prince Jean (dit Le Parfait), à la tête de forces considérables, encercle la forteresse d'Alegrete, tandis que le commandant castillan, Alonso de Monroy a demandé des renforts aux Rois Catholiques, qui en avril 1477 ont émis des ordres à cet effet, mais ils n'ont pas été respectés.
Après un siège de deux mois au cours duquel de nombreuses batailles et de nombreux morts ont eu lieu des deux côtés, les forces castillanes se sont rendues aux portugais et ont remis la place.
Déçu par Isabelle I de Castille et Ferdinand II d'Aragon - qui avaient attribué la maîtrise de l'Ordre d'Alcantarina à son rival, Juan de Stúñiga -, Alonso de Monroy (qui commanda les garnisons castillanes d'Alegrete et d'Arronches) il se mit au service du roi portugais, Alphonse V, qui gagna ainsi un allié de poids (1478).

## L'offensive castillane
Malgré l'échec de l'Ordre d'Alcántara à conquérir et à tenir une place ou un morceau de territoire portugais, la guerre au Portugal a également eu un autre protagoniste castillan : le puissant Ordre de Santiago, dont le maître, Alonso de Cárdenas, a reçu une lettre de la reine le 20 juin 1475 dans laquelle Isabelle lui ordonnait d'envahir le Portugal ... avec le feu et le sang .. dévastateur et détruisant toutes les villes et villages, en même temps qu'il fait don de toutes les villes qu'il est venu conquérir, obligeant les agents des frontières à lui apporter une aide logistique.
Fin 1476, Alonso de Cárdenas fit une entrée victorieuse au Portugal, où il pénétra sur 75 km en pillant et en volant de nombreux bétails sans rencontrer aucune opposition.
Au milieu de 1477, immédiatement après la reconquête d'Alegrete (en avril-mai), Alonso de Cárdenas, à la tête d'une armée composée de 2 000 chevaliers et plusieurs fantassins envahissent le Portugal à travers l'Alentejo, ciblant Évora, la deuxième ville la plus peuplée du Portugal.
Lorsque le Prince Jean fut informé de l'invasion castillane et que l'armée d'Alonso de Cárdenas était campée sur les rives du Degebe, non loin d'Évora, où il se trouvait lui-même, il se rendit compte qu'il n'avait que 300 chevaliers sous le commandement de García de Menezes, évêque d'Évora, forces nettement inférieures à celles de l'ennemi.

## La bataille

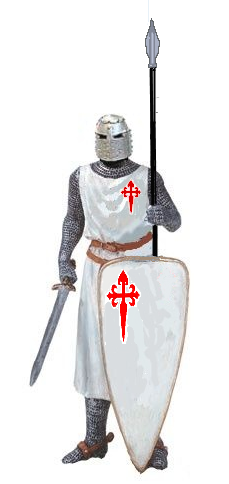
Chevalier de l'Ordre de Santiago.

En parcourant les maisons de la ville pour recruter d'avantage d'hommes - qui cherchaient à l'éviter car ils connaissaient la puissance de l'armée ennemie -, le Prince conçut un stratagème de guerre :
Il commença par envoyer des salutations et informa le Maître de Santiago de sa présence à Évora, lui disant qu'il ne serait pas nécessaire d'avancer sur la ville car lui-même, à la tête de ses forces, irait à sa rencontre pour livrer bataille; à quoi le maître répondit qu'il ne le savait pas dans la ville, mais qu'il serait plus approprié pour lui d'aller rencontrer Son Altesse que le contraire, donc le lendemain matin il serait aux portes d'Évora.
Immédiatement après minuit, le Prince envoya une force de 300 chevaliers dirigée par García de Meneses, évêque d'Évora, avec l'ordre d'avancer en mouvement constant tout au long de la matinée et de laisser de cette façon le sol plein d'empreintes, insinuant le passage de milliers d'hommes.
Avant le lever du soleil, Alonso de Cardenas ordonna à ses troupes et, par précaution, envoya les fantassins et les charrettes chargées du butin du pillage fait au Portugal à la Castille, marchant immédiatement avec son armée de 2 000 lances vers Évora,. Mais en croisant la piste de milliers de chevaux, près d'Évora, les capitaines castillans craignent de tomber dans une embuscade entre les troupes du Prince à Évora et les troupes chargées des marques au sol, et décident de se retirer immédiatement en Castille.
En passant par Mourão, les Castillans ont été interceptés par une force portugaise de 150 lances sous le commandement de Diogo de Castro,, Observant leur retraite désordonnée et précipitée, et encouragé par Rui Casco, il décida d'attaquer alors que l'armée castillane traversait une berge.
L'attaque portugaise sur l'arrière de l'armée castillane s'étiole: prises par surprise, les troupes castillanes paniquent et se dissolvent sans tenter de résistance. Plus de 5% de l'armée castillane fut capturée (plus de 100 chevaliers),, sans compter un nombre indéterminé de morts.

## Conséquences
- La défaite des chevaliers de l'Ordre de Santiago à Mourão mit fin à l'offensive castillane.
- Depuis lors, il n'y a pas eu de nouvelles invasions du Portugal, seulement des raids frontaliers des deux côtés.
- Prince Jean a accordé un revenu de cinquante mille reales à Rui Casco pour son conseil à Diogo de Castro d'attaquer.

## Moura, le dernier bastion Isabelliste au Portugal
L'année suivant la bataille de Mourão, le maire de Moura, Lopo Vaz de Castel-Branco, se révolta contre le roi Alphonse V et, reconnaissant les rois catholiques en tant que rois du Portugal, a ouvert les portes de cette ville aux troupes castillanes de Alonso de Cardenas (30 avril 1478),. Lopo a livré au maître de Santiago en otage sa femme et ses enfants. Le roi Ferdinand décida de profiter de cette opportunité en ordonnant le 30 mai la conscription de tous les hommes d'Andalousie âgés de 20 à 60 ans, afin de diriger une armée qui envahirait le Portugal.
Le Prince Parfait envoya alors 3 hommes de sa confiance à Moura, qui se présentèrent au maire comme des fugitifs de la justice du Prince. Aussitôt, ces hommes se retournèrent contre lui et le tuèrent, permettant au Prince Jean, à la tête de ses troupes, d'entrer et de s'emparer de la forteresse et de la ville de  Moura (1478),.La garnison de la place comprenait 200 chevaliers castillans d'Alonso de Cárdenas, maître de Santiago.
Posséder des places en territoire ennemi s'avérerait très important à la table des discussions. Ainsi, lors des négociations du traité d'Alcáçovas (été 1479), alors que le Portugal maintenait quelques territoires en Castille (Tuy, Mérida  , Medellín, Montánchez, Ferrara et Azagala), les Rois Catholiques avaient perdu toutes les places qu'ils détenaient au Portugal.